# Tchoupyra
Tchoupyra (en ukrainien : Чупира) est une commune rurale de l'oblast de Kiev, en Ukraine, dans le raïon de Bila Tserkva. Sa population s'élevait à 1 309 habitants en 2001.

## Histoire
Tchoupyra porte le nom de son fondateur, au XVIIe siècle. Les armoiries de Tchoupyra représentent sur un champ blanc un petit bourgeois ukrainien du XVIIe siècle en vêtements bleus, ceinture rouge, manteau de fourrure rouge ou doublé de fourrure, capuchon de fourrure avec la pointe rouge et bottes noires ; dans la main droite, il tient un sabre.